# Asie du Sud-Est

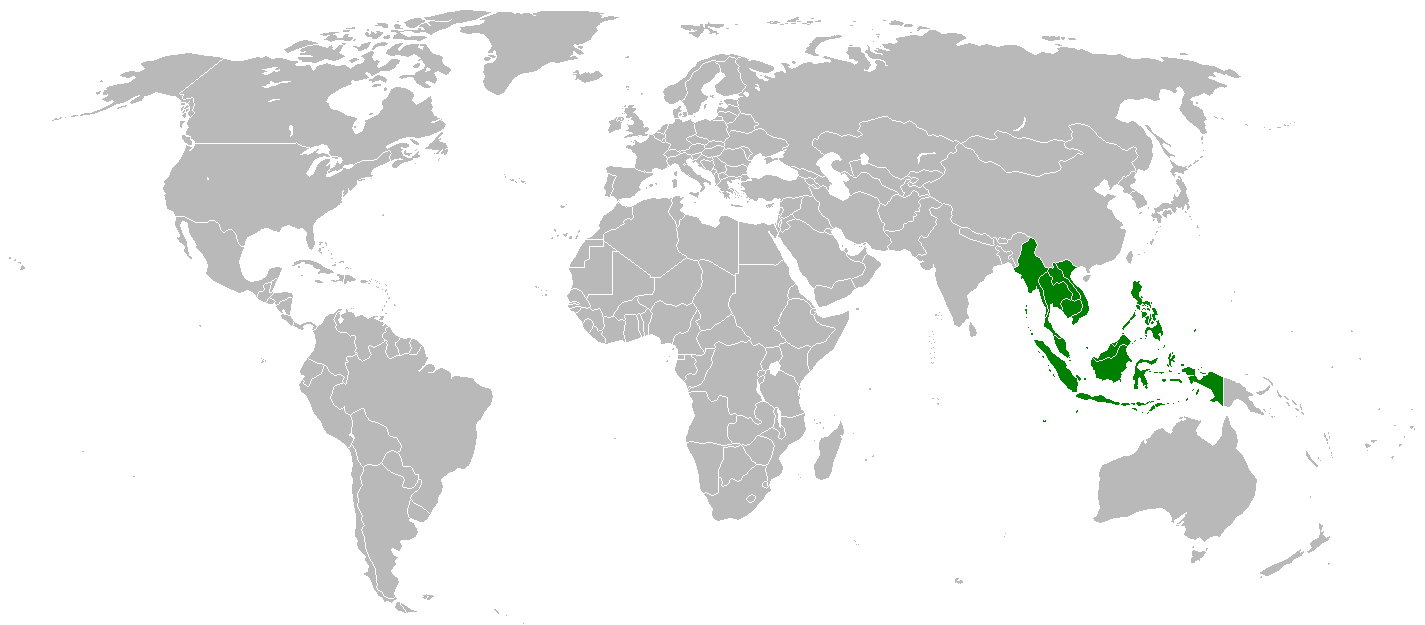
Localisation de l'Asie du Sud-Est.

Pour les articles homonymes, voir ASE.
L'Asie du Sud-Est ou Sud-Est asiatique est une région d'Asie qui se situe à l'est de l'Inde et au sud de la Chine.

## Histoire

Propagande en Indochine française. « Le maréchal a dit : "La Grande France est étroitement liée à la paix, comme les paysans avec leur terre" » (1942).

Le nom remonte à la création en 1943 du South East Asia Command ou SEAC pour prendre en charge l'ensemble des opérations alliées dans la région, donnant ainsi une forme organisationnelle au commandement unifié des troupes américaines, australiennes, britanniques et néerlandaises sous un général britannique, car toute l'Asie du Sud-Est était sous contrôle du Japon impérial, depuis le début de l'année 1942. L'objectif des Alliés était alors la reconquête des Indes néerlandaises (aujourd'hui Indonésie) et de la Malaisie britannique.
La région était anciennement appelée Inde transgangétique (ce qui signifie « au-delà du Gange »). Cette référence à l'Inde s'explique par le fait que l'Asie du Sud-Est est culturellement fortement marquée par des concepts et modèles indiens. La partie continentale de l'Asie du Sud-Est est historiquement désignée péninsule indochinoise, ou simplement Indochine.
Les textes indiens anciens mentionnent une région qu'ils nomment Suvarnabhumi, « la terre de l'or », ou Suvarnadvipa, « l'île de l'or ». Beaucoup d'historiens estiment que ces noms désignent l'Indonésie ou même seulement Sumatra. Le géographe grec Ptolémée (90-168 apr. J.-C.) parle d'une « Chersonèse d'Or ». Le savant persan al-Biruni (973-1048 apr. J.-C.) atteste que les Indiens appelaient la région qui semble correspondre à l'Asie du Sud-Est Suwarndib, c'est-à-dire Suvarnadvipa. Les Chinois appelaient la région Kin Lin, kin signifiant « or ».
La notion de zomia permet de mieux appréhender une partie des conflits, pré-coloniaux, coloniaux et post-coloniaux, d'antagonismes et de complémentarités entre des zones (basses terres) sous contrôle gouvernemental à économie de riziculture irriguée et zones (hautes terres) hors contrôle gouvernemental : Zomia (2009).

### Influences extérieures
L'Asie du Sud-Est occupe une position de carrefour ; c'est le lieu de convergence des migrations venant de Chine, d'Europe et d'Inde. On y rencontre aussi deux grandes influences continentales ; celle de la Chine et celle de l'Inde. Il y a aussi une influence de la culture de Confucius, qui est le premier éducateur en Chine. Les Chinois s'implantent dans la région au XIXe siècle, par le biais des diasporas. La région est aussi touchée par la diffusion du Bouddhisme à partir du Tibet. Cette grande religion universaliste se confronte à la diffusion de l'Islam dès le XIVe siècle, et à celle du Christianisme au XVIe siècle. On voit donc qu'il y a une coexistence pacifique entre les religions. 
L'influence européenne se doit aussi d'être mentionnée. En effet, la plupart des pays d'Asie du Sud-Est furent confrontés à la colonisation, excepté la Chine, le Japon, Hong Kong, Macao et le royaume de Siam. Au départ, les Européens portent leur intérêt sur l'Extrême-Orient, pour les épices, le bois et la porcelaine. Au XVIe siècle, ceux-ci commencent à investir les littoraux, en installant notamment des comptoirs. Se développent aussi du maraichage en périphérie, ainsi que des plantations. À partir de 1612, la puissance des Hollandais est consacrée en Indonésie, où ces derniers chassent les Portugais. On observe aussi un repli des Espagnols. Dans la deuxième phase, on commence à observer des rivalités entre les colonisateurs. L'invention de la quinine permet de lutter contre le paludisme. On observe aussi un déclin des épices au profit du sucre et du café. Les marchés chinois, indiens et arabes sont puissamment investis. Certaines compagnies obtiennent alors un monopole d'État. De plus, l'industrialisation est à l'origine d'une amélioration des comptoirs. La troisième phase est celle des impérialismes triomphants. L'essor de la marine à vapeur permet alors de réduire la durée des voyages, et donc d'en effectuer plusieurs par an. Il y a aussi une diversification des marchandises. Il s'agit aussi d'une période de rivalités entre Européens. Les Néerlandais se replient sur l'Indonésie tandis que les Portugais et les Espagnols sont progressivement évincés. L'Angleterre occupe quant à elle une position hégémonique, en s'emparant de Singapour et de la Birmanie. On assiste aussi à l'émergence de la France qui fait la conquête de l'Indochine. Il y a également une implantation américaine dans les Philippines. On note que les modèles de développement économique et les frontières relèvent de la colonisation. Les frontières sont floues au départ ; elles dépendent de l'exploitation, de la production et de l'exportation des marchandises. Après la Seconde Guerre mondiale, se déploie une vague d'indépendances successives. Toutefois, ces pays conservent le développement économique et les frontières issues de la période coloniale. Pendant la guerre froide, les États-Unis sont très présents dans la région afin d'empêcher la propagation du communisme ; la politique de containment s'organise depuis les Philippines. Cette présence consacre la puissance américaine en Asie du Sud-Est. C'est aussi une période où la Chine se ferme sous Mao. L'ouverture a lieu à partir de 1978, avec l'arrivée au pouvoir de Deng Xiaoping. À la fin de la guerre froide, les États-Unis lèvent peu à peu les mesures répressives visant les pays communistes, qui s'ouvrent alors à cette dernière.  
La plupart des pays d'Asie du Sud-Est ont bénéficié au début des années 1990 d'un afflux massif de capitaux étrangers qui se retirent ensuite, déstabilisant la monnaie puis l'économie des pays.

## Définitions

### L'Association des nations d'Asie du Sud-Est

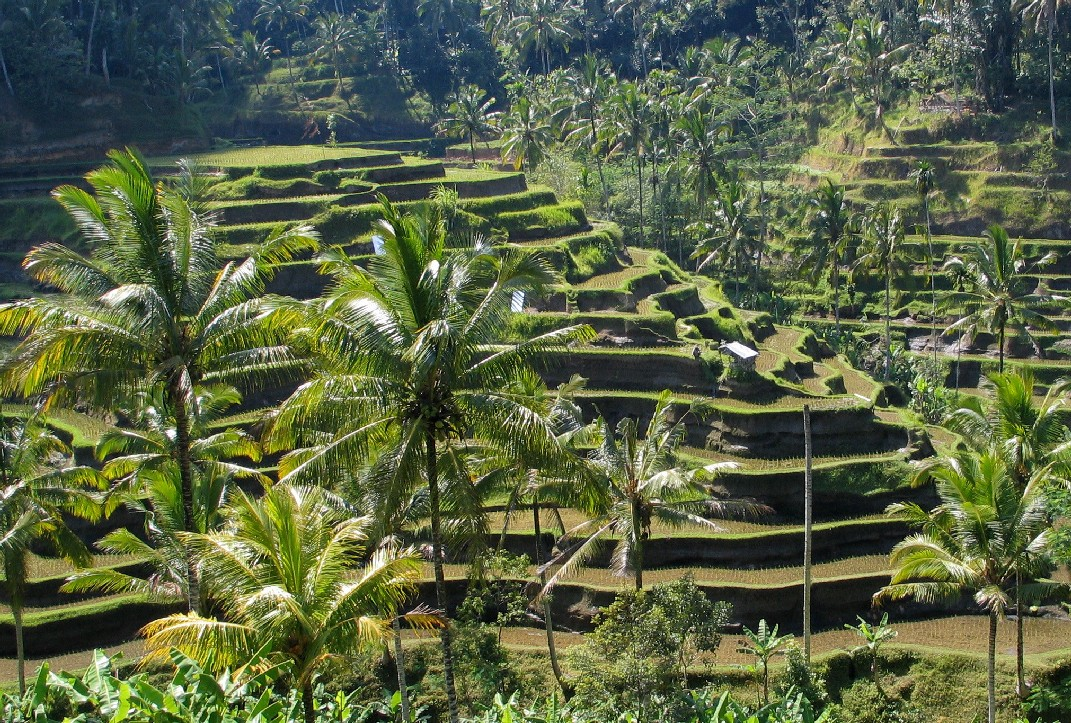
Système d'irrigation Subak.

L'Association des nations de l'Asie du Sud-Est (ASEAN) est une organisation politique, économique et culturelle fondée en 1967 qui regroupe l'Indonésie, la Malaisie, les Philippines, Singapour, la Thaïlande, le Brunei, le Viêt Nam, le Laos, la Birmanie et le Cambodge.
Le Timor oriental n'en fait pas partie.

### Définition de l'Association internationale du transport aérien
Pour les voyages internationaux, il faut se référer à la définition de l'Association internationale du transport aérien (IATA). 
Selon elle, l'Asie du Sud-Est comprend  Birmanie, le Brunei, le Cambodge, la Chine sans ses régions administratives spéciales, l'Île Christmas, les Îles Cocos, Guam, Hong Kong, l'Indonésie, le Kazakhstan, le Kirghizistan, le Laos, Macao, la Malaisie, les Îles Mariannes du Nord, les Îles Marshall, les États fédérés de Micronésie, la Mongolie, l'Ouzbékistan, les Palaos, les Philippines, la Russie d'Asie, Singapour, le Tadjikistan, Taïwan, la Thaïlande, le Timor oriental, le Turkménistan et le Viêt Nam.
Cette définition est utilisée pour le prix des billets d'avions et le calcul des taxes.

## Politique
Les régimes politiques des différents pays de cette région du monde sont variés. L'Indonésie, les Philippines, Singapour et le Timor oriental sont des républiques. Le Cambodge, la Malaisie et la Thaïlande sont qualifiées de monarchies constitutionnelles et électives. La Malaisie se démarque par son régime fédéral et la Thaïlande par son régime militaire. La Birmanie est une dictature militaire. Le Viêt Nam et le Laos sont des dictatures communistes à parti unique basées sur les principes du marxisme-léninisme et étaient des pays satellites de l'URSS pendant la Guerre froide. Enfin, le Brunei est une monarchie absolue dirigée par un sultan et basée sur les valeurs de la Charia.

## Population

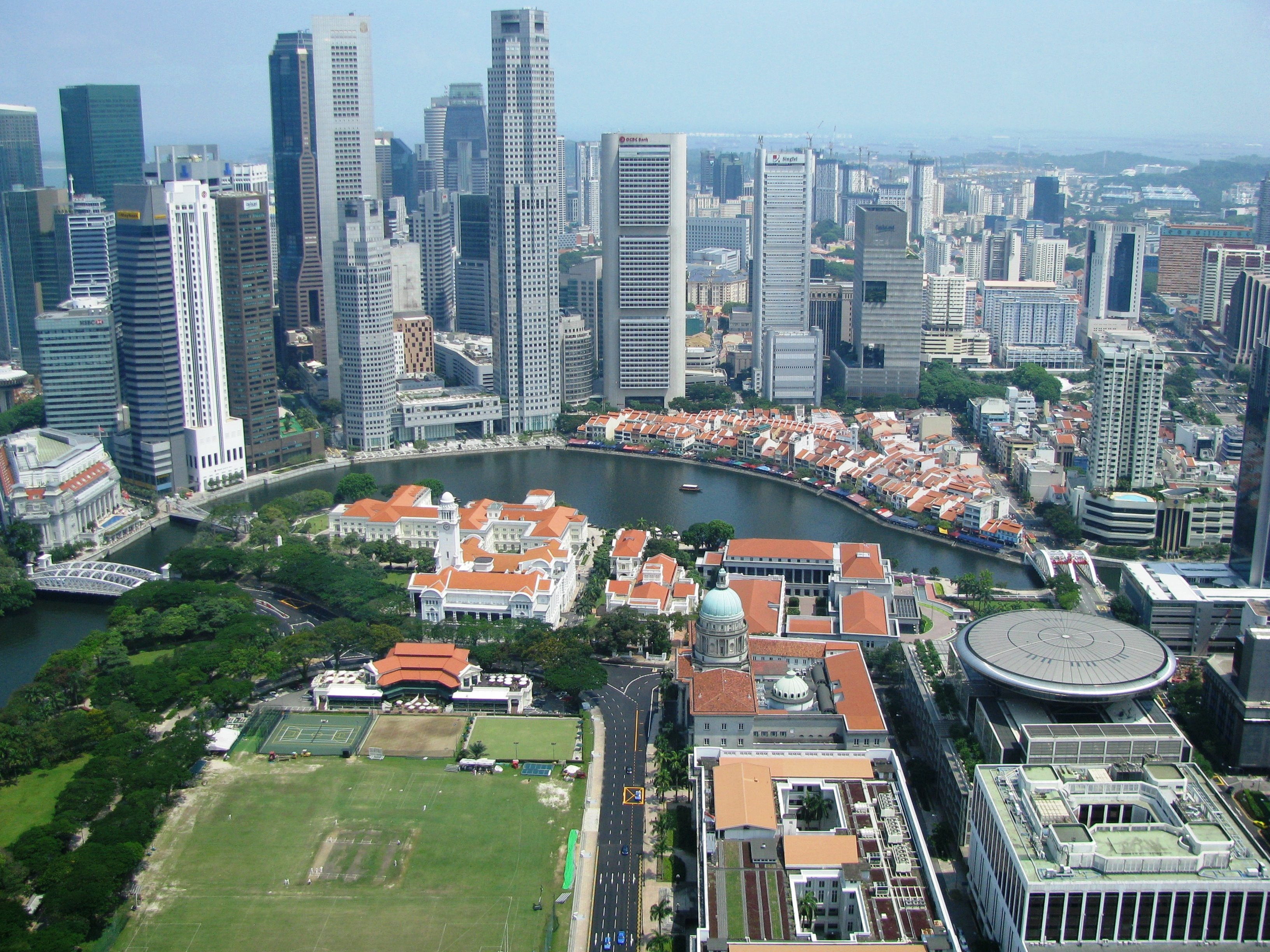
Singapour.

L'Asie du Sud-Est couvre une superficie de près de 4 500 000 km2. En 2020, 668 millions de personnes y vivent, dont 150 millions sur l'île indonésienne de Java, l'île la plus peuplée du monde.
Trente millions de Chinois vivent en Asie du Sud-Est, principalement en Indonésie, Malaisie, à Singapour, en Thaïlande et au Viêt-Nam.
| Pays           | Population (2020) | %     |
| -------------- | ----------------- | ----- |
| Birmanie       | 54 410 000        | 8,1   |
| Brunei         | 437 000           | 0,1   |
| Cambodge       | 16 719 000        | 2,5   |
| Indonésie      | 273 524 000       | 40,9  |
| Laos           | 7 276 000         | 1,1   |
| Malaisie       | 32 366 000        | 4,8   |
| Philippines    | 109 581 000       | 16,4  |
| Singapour      | 5 850 000         | 0,9   |
| Thaïlande      | 69 800 000        | 10,4  |
| Timor oriental | 1 318 000         | 0,2   |
| Viêt Nam       | 97 339 000        | 14,6  |
| Total          | 668 620 000       | 100,0 |

Avec plus de 273 millions d'habitants, l'Indonésie, pays le plus peuplé d'Asie du Sud-Est, est le quatrième pays le plus peuplé du monde (derrière la Chine, l'Inde et les États-Unis). Le pays le moins peuplé d'Asie du Sud-Est est Brunei, avec 437 000 habitants.
Le pays le plus densément peuplé d'Asie du Sud-Est est Singapour, avec plus de 7 000 hab/km2 (premier rang asiatique et troisième rang mondial); le moins dense est le Laos, avec seulement 27 hab/km2.

### Groupes linguistiques et ethniques

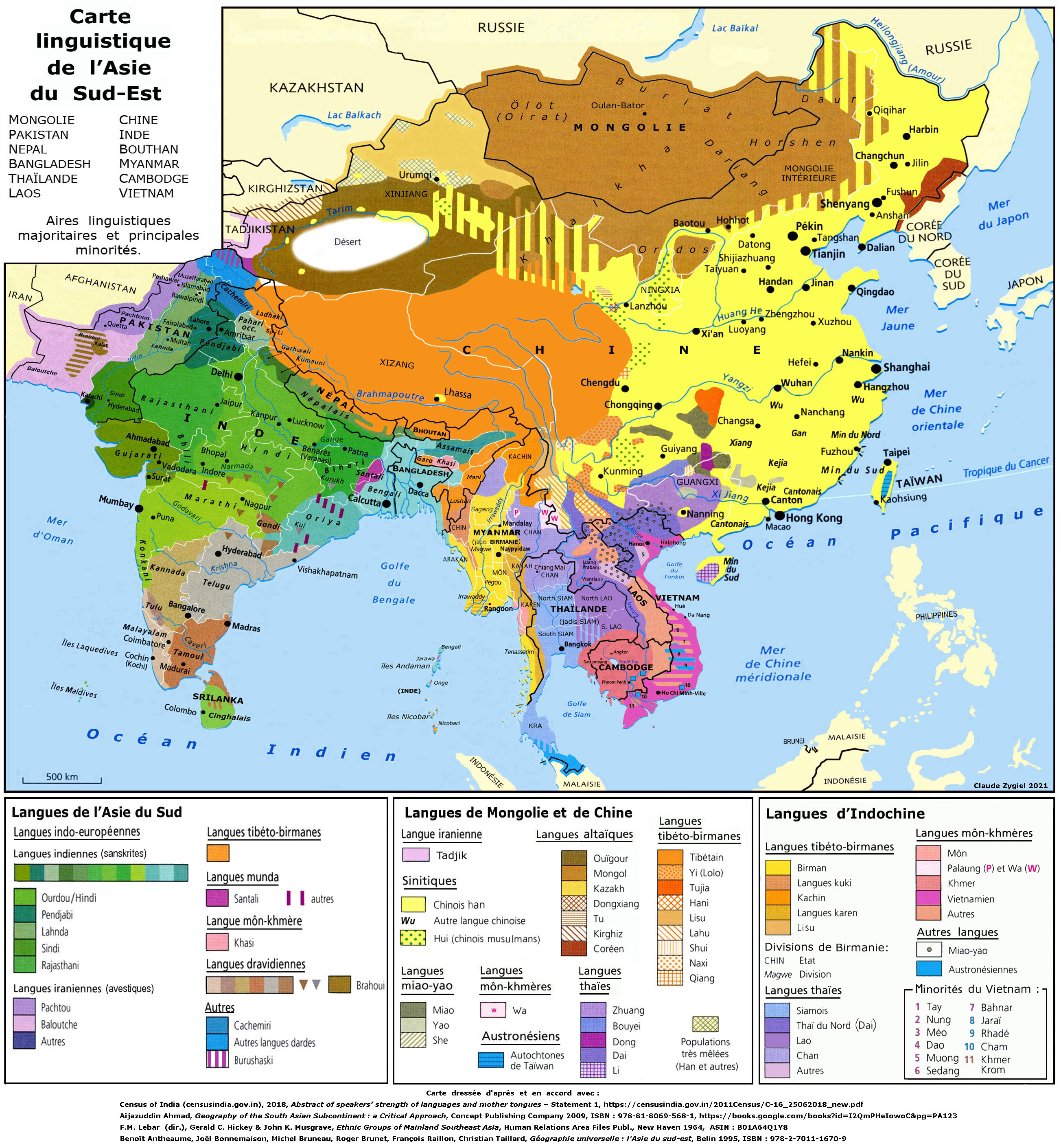
Les langues de l'Asie du Sud-Est.

L'Asie du Sud-Est est principalement composée de la souche asiatique. Néanmoins, selon une récente étude génétique de l'université Stanford, cette population n'est pas homogène.
Sur le plan linguistique, les habitants de la région parlent des langues austroasiatiques (langues môn-khmer) et austronésiennes, issues de migrations depuis le sud et le sud-est de la Chine qui commencent vers 3 000 av. J.-C., et hmong-mien, tai-kadai et tibéto-birmanes, issues de migrations plus récentes. En Indonésie et au Timor oriental, on trouve aussi des langues papoues.
Sur le plan démographique, l'existence d'un commerce avec la Chine depuis au moins le Ier siècle s'est traduit par l'apparition de communautés chinoises dans toute la région. Le témoignage de l'amiral chinois Zheng He atteste leur présence dans les ports de l'archipel indonésien et de la péninsule Malaise au début du XIVe siècle.
Les Philippines, la Malaisie, et Singapour ont des populations européennes importantes.

Les distinctions linguistiques combinées aux distinctions « ethniques » amènent à produire les chiffres suivants :

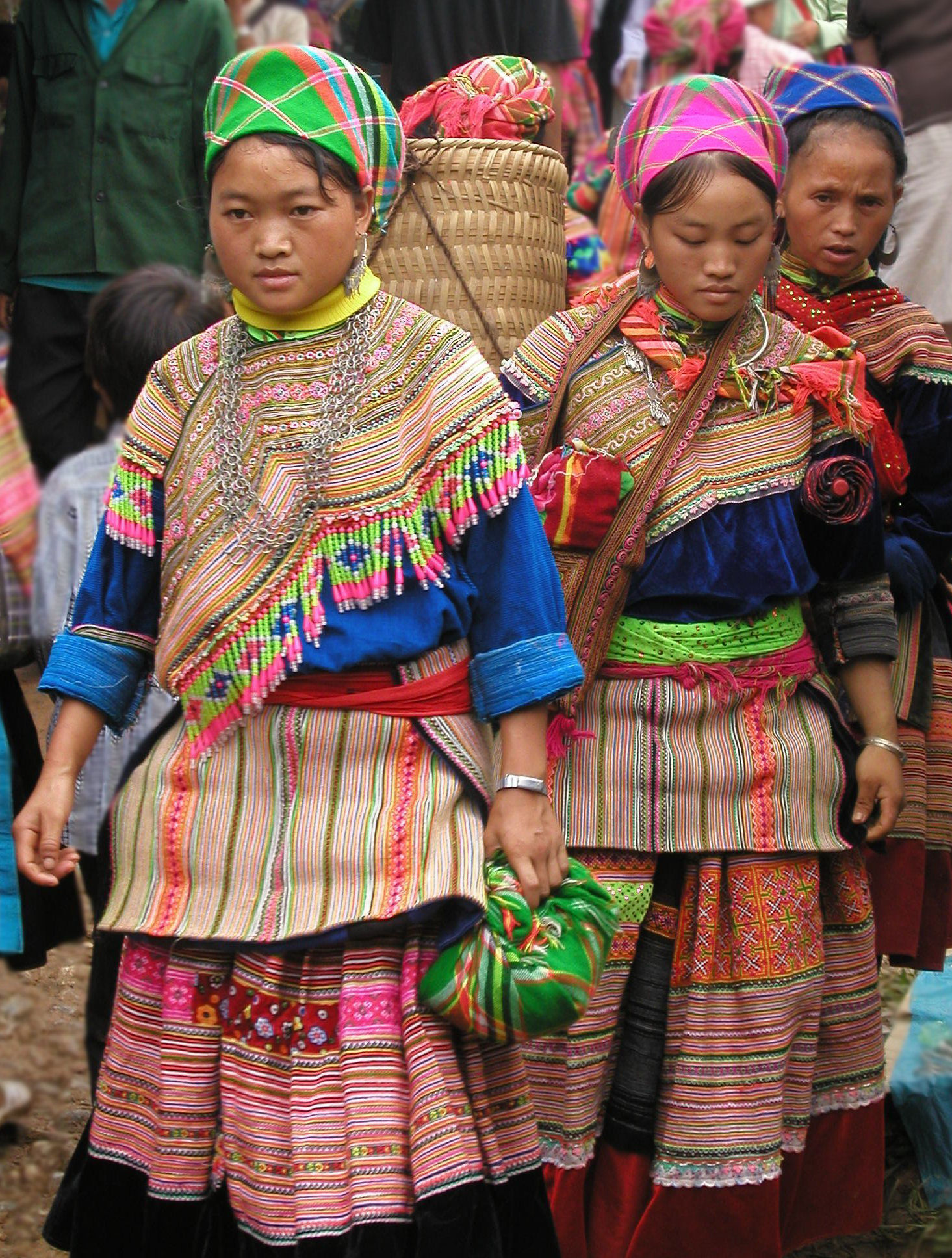
Femmes H'Mong fleuries à Bắc Hà au Viêt Nam.

| Pays           | Groupes ethniques |
| -------------- | --- |
| Birmanie       | Birmans (68 %), Shan (9 %), Karen (6 %), Arakanais (Rakhines) (4 %), Chinois (3,4 %), Indiens (2 %), Môns (2 %), autres (5 %) |
| Brunei         | Malais (69 %), Chinois (18 %), Orang Asli (« indigènes ») (6 %), autres (7 %)                                                 |
| Cambodge       | Khmer (94 %), Chinois (4 %), Vietnamiens (1 %), autres (principalement Chams) (1 %)                                           |
| Indonésie      | Javanais (45 %), Soundanais (15 %), Madurais et Malais (8 %), Chinois (2 %), autres (20 %)                                    |
| Laos           | Lowland Lao (56 %), Lao Theung (34 %), Lao Soung (10 %)                                                                       |
| Malaisie       | Malais et Orang Asli (60 %), Chinois (25 %), Indiens (10 %), autres (3 %)                                                     |
| Philippines    | Philippins (95 %), Chinois (2 %), autres (Américains, Européens, Indiens, Arabes, Coréens, etc.) (3 %)                        |
| Singapour      | Chinois (76 %), Malais (15 %), Indiens (7 %), autres (2 %)                                                                    |
| Thaïlande      | Thaïs (75 %), Chinois (14 %), Malais (4 %), Khmers (3 %), autres(4 %)                                                         |
| Timor oriental | Austronésiens divers, Papous, Chinois                                                                                         |
| Viêt Nam       | Vietnamiens (88 %), Chinois (4 %), Thaïs (2 %), autres (6 %)                                                                  |

### Religions
Les religions sont réparties de manières variées dans la région.
Composition pour chaque pays : 
| Pays           | Bouddhisme (%) | Christianisme (%) | Islam (%) | Sans religion ou autres (%) | Total (%) |
| -------------- | -------------- | ----------------- | --------- | --------------------------- | --------- |
| Birmanie       | 80.1           | 7.8               | 4.0       | 8.1                         | 100.0     |
| Brunei         | 8.6            | 9.4               | 75.1      | 6.9                         | 100.0     |
| Cambodge       | 96.9           | 0.4               | 2.0       | 0.7                         | 100.0     |
| Indonésie      | 0.7            | 9.9               | 87.2      | 2.2                         | 100.0     |
| Laos           | 66.0           | 1.5               | 0.1       | 32.4                        | 100.0     |
| Malaisie       | 17.7           | 9.4               | 63.7      | 9.2                         | 100.0     |
| Philippines    | 0.1            | 92.6              | 5.5       | 1.8                         | 100.0     |
| Singapour      | 33.9           | 18.2              | 14.3      | 33.6                        | 100.0     |
| Thaïlande      | 93.2           | 0.9               | 5.5       | 0.4                         | 100.0     |
| Timor oriental | 0.1            | 99.0              | 0.1       | 0.8                         | 100.0     |
| Viêt Nam       | 16.4           | 8.2               | 0.2       | 75.2                        | 100.0     |
| Total          | 24.0           | 21.6              | 40.3      | 14.1                        | 100.0     |

Note : le total a été calculé en effectuant une moyenne pondérée, c'est-à-dire selon le poids démographique de chaque pays dans la région (voir le tableau « population » au-dessus).

## Culture
L’Asie du Sud-est s’étend de l’Inde à la Chine méridionale et est ouverte vers le sud-est sur les océans indien et pacifique. La géographie conduit à répartir la région en deux espaces culturels différents ,selon qu’il est continental ou maritime. Les peuplements en furent différents et les cultures qui s’y sont développées ont été marquées par les reliefs et les insularités. 
- L’Asie du Sud-est continental a vécu de nombreuses migrations venues du Nord[8], poussée par la Chine.  Les vallées des grands fleuves en furent les vecteurs selon l’axe nord-sud. Soumis initialement aux influences indiennes[9], l’arrivée du Bouddhisme eut ensuite un rôle culturel prépondérant auprès des populations majoritaires des plaines du Sud.
- L’Asie du Sud-est maritime a été sous l’influence des commerçants indiens puis arabes[10] venus de l’ouest, même si la Chine y jouât aussi un rôle lors de son époque maritime. La maîtrise des techniques de navigation fut un élément majeur de l’expansion vers l’est [11]et permit de gagner même le Pacifique.

## Environnement
L'Asie du Sud-Est a perdu 14 % de ses forêts intactes (paysage « naturel » considéré comme à la fois non artificiellement morcelé et non dégradé) entre 2000 et 2013.
Les périodes de sécheresse devraient devenir de plus en plus fréquentes du fait du réchauffement climatique. Les effets cumulés de la sécheresse dans la région touchent plus durement les pauvres, accentuent les inégalités, dégradent les terres et augmentent les risques de conflits violents. Les sécheresses peuvent également être particulièrement dommageables dans les pays où de nombreuses personnes dépendent de l’agriculture.